# Staro Rujce
Rufc i Vjetër en albanais et Staro Rujce en serbe latin (en serbe cyrillique : Старо Рујце) est une localité du Kosovo située dans la commune/municipalité de Lipjan/Lipljan, district de Pristina (Kosovo) ou district de Kosovo (Serbie). Selon le recensement kosovar de 2011, elle compte 1 023 habitants, tous albanais.

## Démographie

### Évolution historique de la population dans la localité
| 1948 | 1953 | 1961 | 1971 | 1981 | 1991 | 2011  |
| ---- | ---- | ---- | ---- | ---- | ---- | ----- |
| 341  | 343  | 427  | 476  | 532  | 564  | 1 023 |

|  |